# Parallellskola

Tyska skolsystemet.

Parallellskola är ett skolsystem där flera skolformer med olika inriktning bedrivs parallellt. Motsatsen till detta kallas enhetsskola.
Parallellskolsystem finns kvar i många länder som Schweiz, Tyskland och Österrike.

## Finland
I Finland hade man läroverk parallellt med folkskolans högre klasser, fram till grundskolereformen på 1970-talet. Ett parallellskolesystem finns kvar i de så kallade andra och tredje stadierna (efter grundskolan), med yrkesskolor respektive gymnasier, och yrkeshögskolor respektive universitet.

## Sverige
I Sverige syftar benämningen speciellt på att folkskolan och läroverken i Sverige efter 1842 existerade parallellt. Utbildningen fungerade oftast så att allmänheten och i synnerhet de lägre samhällsklasserna fick tillgång till folkskolan och endast de högre sociala skikten hade tillträde till läroverken.
Detta avvecklades i etapper åren 1949–1972, då först enhetsskolan och därefter grundskolan infördes.

### Fotnoter
1. ↑  Larsson, Esbjörn (30 november 2019). Bo Eriksson. red. ”1800-talets utbildningsrevolution”. Historisk tidskrift 139 (4):  sid. 745. ISSN 0345-469X. https://www.historisktidskrift.se/index.php/june20/article/view/217/172. Läst 11 maj 2022.
2. ↑  Hans Högman. ”Den svenska skolans historia#Grundskolan”. Hasses hemsida. http://www.hhogman.se/skolhistoria.htm#Grundskolan. Läst 22 juli 2015.